# Ярослав Дробни (тенисист)
Ярослав Дробни (на английски: Jaroslav Drobný) е чешки тенисист и хокеист.

## Биография
Ярослав Дробни е роден на 12 октомври 1921 г. в Прага, Чехословакия. Започва да играе тенис на пет години, и като момче подаващо топките, гледа играчи от световна класа, включително сънародника си Карел Кожелух.
Той се женен за Рита Андерсън Джарвис, английска тенисистка. 
През 1955 г. публикува своята автобиография, озаглавена „Шампион в изгнание“. 
Ярослав Дробни почива на 13 септември 2001 г. в Тутинг, Лондон, месец преди 80-ия си рожден ден.

## Кариера
Ярослав Дробни става световен номер 1 за аматьори по тенис и хокей на лед. Той напуска Чехословакия през 1949 г. и играе, като египетски гражданин, след което става гражданин на Обединеното кралство през 1959 г.
През 1951 г. става първия и до днес единствен египтянин, който печели Откритото първенство на Франция и Уимбълдън през 1954 г. 
През 1983 г е въведен в Международната тенис зала на славата. 
Ярослав Дробни играе в международен план за мъжкия национален отбор по хокей на лед на Чехословакия, въведен е в Залата на славата на Международната федерация по хокей на лед.

## Кариерна статистика

#### Титли отГолям шлем(3)
| година | турнир      | съперник      | резултат             |
| ------ | ----------- | ------------- | -------------------- |
| 1951   | Ролан Гарос | Ерик Стърджис | 6–3, 6–3, 6–3        |
| 1952   | Ролан Гарос | Франк Седжман | 6–2, 6–0, 3–6, 6–4   |
| 1954   | Уимбълдън   | Кен Розуол    | 13–11, 4–6, 6–2, 9–7 |

#### Финали на турнири от Голям шлем (5)
| година | турнир      | съперник      | резултат                |
| ------ | ----------- | ------------- | ----------------------- |
| 1946   | Ролан Гарос | Марсел Бернар | 6–3, 6–2, 1–6, 4–6, 3–6 |
| 1948   | Ролан Гарос | Франк Паркър  | 4–6, 5–7, 7–5, 6–8      |
| 1949   | Уимбълдън   | Тед Шрьодер   | 6–3, 0–6, 3–6, 6–4, 4–6 |
| 1950   | Ролан Гарос | Бъдж Пати     | 1–6, 2–6, 6–3, 7–5, 5–7 |
| 1952   | Уимбълдън   | Франк Седжман | 6–4, 2–6, 3–6, 2–6      |